# Risacca (Edward Hopper)
Risacca (Ground Swell) è un dipinto in olio su tela di Edward Hopper del 1939.

## Storia
Nel 1943 Hopper in persona mise in mostra il dipinto alla Corcoran Gallery of Art di Washington che subito dopo lo acquistò. L'opera rimase nella collezione della galleria fino al 2014, quando venne acquisita dalla National Gallery of Art tramite la fondazione di William Andrews Clark Sr..

## Descrizione
L'opera rappresenta quattro persone a bordo di una barca a vela nei pressi di una boa in una giornata di sole estivo. 